# Rédacteur de discours
Un rédacteur de discours est une personne qui rédige les discours d'une personnalité publique. Cette profession est généralement associée à la fonction de chef d'État.

## Rédacteurs de discours de chefs d'État

### États-Unis
- JFK :
  - Ted Sorensen
- Jimmy Carter :
  - Chris Matthews
- Bill Clinton :
  - Michael Waldman
  - Jeff Shesol
- Barack Obama : 
  - Jon Favreau

### France
- Jacques Chirac :
  - Christine Albanel, auteur notamment du discours de Jacques Chirac du 16 juillet 1995 au Vélodrome d'Hiver
- Nicolas Sarkozy :
  - Henri Guaino
  - Marie de Gandt
  - Camille Pascal
- François Hollande :
  - Pierre-Yves Bocquet